# گردوی بزرگ
گردوی بزرگ (نام علمی: Juglans major) نام یک گونه از سرده درخت گردو است.